# 매기 스티바터
매기 스티바터(영어: Maggie Stiefvater, 1981년 11월 18일 ~ )는 미국의 영 어덜트 소설가이다.